# 内務省
内務省（ないむしょう、英: Ministry of Home Affairs、Ministry of Interior など）は、地方行政や国内の治安、出入国管理などの内政を担当する省の訳語として用いられる。

## 業務
明治憲法下の日本や1982年までのフランスに代表される中央集権国家では、内務官僚が国の地方出先機関（県）の長官を務めるなど、地方行財政と警察行政の総括官庁として絶大な権限を持った。旧ソビエト連邦諸国のように内務省軍とも呼ばれる独自の軍隊（国内軍）を保有する場合もあるなど、一言に内務省と訳される機関であっても国や時代によって権限の範囲や強弱も多様である。
アメリカ合衆国にも内務省（Department of the Interior）という組織はあるが、連邦政府の所有地、野生生物や天然資源、アメリカ合衆国の海外領土、先住民に関する行政などを担当しており、各国と大きく異なる。その代わり、国境警備や出入国管理などを国土安全保障省が、連邦捜査局や麻薬取締局、アルコール・タバコ・火器及び爆発物取締局などの捜査機関を司法省が、それぞれ担当する。
イギリスの内務省は、治安維持、出入国管理、セキュリティ等に関する政策を所管しているが、その他の内政に関する政策を所管していない。地方行財政やコミュニティ政策は、住宅・コミュニティ・地方自治省が所管している。
オーストラリア政府は2017年7月18日、内務省を2018年に新設すると発表した。これはオーストラリア保安情報機構（ASIO）や連邦警察などに分散しているテロやサイバー攻撃などへの対応を一元化する治安官庁である。
日本の内務省は、第二次世界大戦での敗戦後に、日本の占領政策を担った連合国最高司令官総司令部（GHQ）の指令によって解体・廃止され、現在の日本では、地方行財政を総務省（自治省の後継官庁）が、警察行政を国家公安委員会・警察庁が、出入国管理を出入国在留管理庁が、それぞれ担当している。
2008年G8司法・内務大臣会議には、日本から国家公安委員会委員長、米国から国土安全保障省副長官らが“内務大臣”として参加した。

## 各国の内務省の一覧
「内務○○省」の類を含む。
| 国               | 廃止   | 日本語名                     | 現地語名 | 英語名                                                     |
| ---------------- | ------ | ---------------------------- | --- | ---------------------------------------------------------- |
| アゼルバイジャン |        | アゼルバイジャン共和国内務省 | Azərbaycan Respublikası Daxili İşlər Nazirliyi                                                               | Ministry of Internal Affairs of the Republic of Azerbaijan |
| アメリカ合衆国   |        | 合衆国内務省                 | United States Department of the Interior                                                                     | United States Department of the Interior                   |
| イギリス         |        | 内務省                       | Home Office                                                                                                  | Home Office                                                |
| イスラエル       |        | 内務省                       | משרד הפנים                                                                                                   | Ministry of Interior                                       |
| イタリア         |        | 内務省                       | Ministero dell'Interno                                                                                       | Ministry of Interior                                       |
| イラン           |        | 内務省                       | وزارت کشور                                                                                                   | Ministry of Interior                                       |
| インド           |        | 内務省                       | Ministry of Home Affairs गृह मंत्रालय                                                                            | Ministry of Home Affairs                                   |
| ウクライナ       |        | ウクライナ内務省             | Міністерство внутрішніх справ України                                                                        | Ministry of Internal Affairs of Ukraine                    |
| ウズベキスタン   |        | ウズベキスタン共和国内務省   | Ўзбекистон Республикаси Ички Ишлар Вазирлиги                                                                 | Ministry of Internal Affairs of the Republic of Uzbekistan |
| エジプト         |        | 内務省                       | وزارة الداخلية                                                                                               | Ministry of Interior                                       |
| オーストリア     |        | 連邦内務省                   | Bundesministerium für Inneres                                                                                | Federal Ministry for the Interior                          |
| オランダ         |        | 内務・王国政務省             | Ministerie van Binnenlandse Zaken en Koninkrijksrelaties                                                     | Ministry of the Interior and Kingdom Relations             |
| オランダ         | 1998年 | 内務省                       | Ministerie van Binnenlandse Zaken                                                                            | Minister of Interior Affairs                               |
| カザフスタン     |        | カザフスタン共和国内務省     | Қазақстан Республикасының Ішкі Істер Министрлігі                                                             | Ministry of Internal Affairs of the Republic Kazakhstan    |
| 韓国             | 1998年 | 内務部                       | 내무부 | Ministry of Home Affairs                                   |
| 大韓帝国         | 1910年 | 内務府                       | 내무부 |                                                            |
| キルギス         |        | キルギス共和国内務省         | Кыргыз Республикасынын Ички иштер министрлиги                                                                |                                                            |
| 清               | ????年 | 内務府                       | 内務府 | Imperial Household Department                              |
| シンガポール     |        | 内務省                       | Ministry of Home Affairs 内政部 Kementerian Dalam Negeri உள்துறை அமைச்சு                                           | Ministry of Home Affairs                                   |
| スイス           |        | 連邦内務省                   | Eidgenössisches Departement des Innern Département fédéral de l'intérieur Dipartimento federale dell'interno | Federal Department of Home Affairs                         |
| スペイン         |        | 内務省                       | Ministerio del Interior Dipartimento federale dell'interno                                                   | Ministry of the Interior                                   |
| ソビエト連邦     | 1991年 | ソビエト連邦内務省           | Министерство внутренних дел СССР                                                                             |                                                            |
| タイ             |        | 内務省                       | กระทรวงมหาดไทย                                                                                               | Ministry of Interior                                       |
| 台湾             |        | 内政部                       | 内政部 | Ministry of the Interior                                   |
| ドイツ           |        | 連邦内務省                   | Bundesministerium des Innern                                                                                 | Federal Ministry of the Interior                           |
| 東ドイツ         | 1990年 | 内務省                       | Ministerium des Innern                                                                                       | Ministry of the Interior                                   |
| ドイツ国         | 1945年 | 帝国内務省                   | Reichsministerium des Innern                                                                                 | Reich Minister of the Interior                             |
| トルコ           |        | トルコ共和国内務省           | Türkiye Cumhuriyeti İçişleri Bakanlığı                                                                       | Ministry of the Interior of the Republic of Turkey         |
| 日本             | 1947年 | 内務省                       | 内務省 | Home Ministry                                              |
| フランス         |        | 内務省                       | Ministère de l'Intérieur                                                                                     | Minister of the Interior                                   |
| ブルガリア       |        | 内務省                       | Министерство на вътрешните работи                                                                            | Ministry of Interior                                       |
| ベラルーシ       |        | ベラルーシ共和国内務省       | Министерство внутренних дел Республики Беларусь                                                              |                                                            |
| ポーランド       |        | 内務省                       | Ministerstwo Spraw Wewnętrznych                                                                              | Ministry of Interior                                       |
| ポーランド       | 2011年 | 内務・行政省                 | Ministerstwo Spraw Wewnętrznych i Administracji                                                              | Ministry of Interior and Administration                    |
| ポルトガル       |        | 内務省                       | Ministério da Administração Interna                                                                          | Ministry of the Internal Administration                    |
| ロシア           |        | ロシア連邦内務省             | Министерство внутренних дел Российской Федерации                                                             | Ministry of Internal Affairs of Russian Federation         |
| ロシア帝国       | 1917年 | ロシア帝国内務省             | Министерство внутренних дел Российской империи                                                               |                                                            |

## 内務省が存在しない主な国
日本
1938年、内務省から社会局と衛生局が分離して厚生省となる（人事などは、内務省と厚生省で一体運用された）。1947年、GHQによって内務省が解体・廃止され、地方局・警保局・調査局は内事局を経て、総理府官房自治課・国家地方警察本部・法務庁特別審査局に、国土局（旧土木局）は建設院を経て建設省に、警保局検閲課（旧図書課）は文部省社会教育局文化課（後の著作権課）に、神祇院は神道指令によって包括宗教法人である神社本庁となり、旧内務省は組織や権限を分割された。その後、総理府官房自治課は自治庁などを経て自治省に、国家地方警察本部は新警察法によって警察庁に、法務庁特別審査局は法務府特別審査局を経て公安調査庁に、文部省社会教育局著作権課は文化局を経て文化庁となり、厚生省からは労働省が分割された（2001年の中央省庁再編で再合流）。現在は、総務省・警察庁・国土交通省・厚生労働省・公安調査庁・文化庁が旧内務省の流れを汲んでいる。
旧内務省地方局の流れを汲む自治省の英訳名称は Ministry of  Home Affairs 、後身の総務省のそれは Ministry of Internal Affairs and Communications （2006年以降）と、各国において内務省を指す名称が引き続き使用されている。
 韓国
1998年、地方行政と警察、消防、民間防衛などを所管していた内務部と、行政管理と情報通信、統計などを所管していた総務処を統合して、行政自治部が設立される。2008年に行政安全部、2013年に安全行政部を経て、2014年11月20日に、行政自治部の名称が復活した。韓国の警察庁は、行政自治部の外庁であり、地方行財政と警察行政が一体化している。2014年の国民安全処の設立により、旧安全行政部の外庁であった消防防災庁が廃止され、消防防災庁が所管していた消防行政や民間防衛に関する事務は、国民安全処に移管されている。その後、2017年7月25日に国民安全処が廃止されたことにより同年7月26日に行政安全部（行政自治部を改称）の外庁として消防庁が設置され、消防行政や民間防衛に関する事務が再び行政安全部に戻された。
行政安全部の英訳名称は Ministry of the Interior and Safetyであり、各国において内務省を指すInteriorが使用されている。ほか、警察を所管しているので各国の内務省とも遜色ない。